# Alburnus Maior

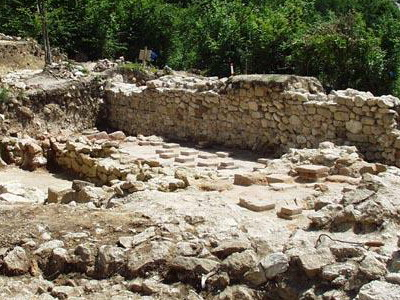
Ruinele cetăţii romane Alburnus Maior

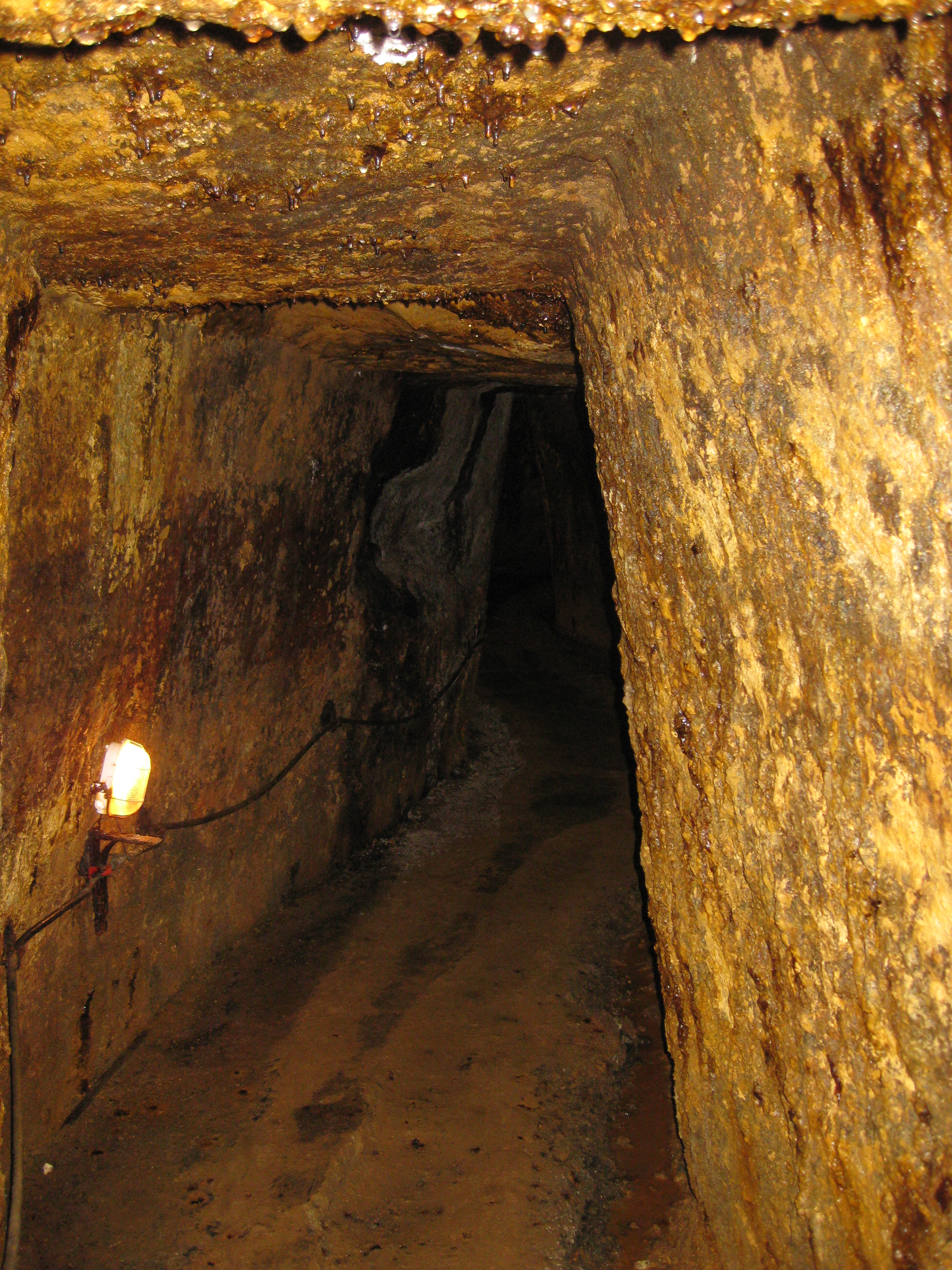
Galerie de mină din perioada romană la Alburnus Maior

Alburnus Maior a fost un centru minier antic de extracție a aurului din Dacia romană, localizat pe teritoriul actualei localități Roșia Montană.
Așezarea Alburnus Maior a fost atestată documentar în anul 131 d.Hr. pe o tăbliță cerată romană purtând acest nume și data de 6 februarie 131, descoperită într-una din galeriile subterane din perioada romană de exploatare a aurului.
Centrul minier era situat în Masivul Orlea, între Câmpeni și Abrud, pe o ramificație a drumului roman care, urmând cursul râului Ampoi, unea Apulum (actuala Alba Iulia) cu Ampelum (actuala Zlatna) și reprezintă centrul exploatărilor aurifere din zona Munților Apuseni.
Alburnus Maior a fost mai degrabă un târg (pagus), spre deosebire de municipiile (Municipium) și coloniile provinciei care nu aparțineau de administrația centrală a provinciei ci direct de administrația auriferă al cărui sediu fusese.
Alburnus Maior era locuită de mineri aduși din provincii ale Imperiului Roman, în mare parte din Dalmația (parte din Croația de astăzi) și Illyria (parte din  Albania de astăzi și fosta Iugoslavie). Minerii din Antichitate erau organizați foarte bine de către administrația romană, fiind conduși de un procurator aurarium, libert pe timpul lui Traian și apoi cavaler începând cu Hadrian. Sediul său era la Ampelum (Zlatna), loc unde se presupune că era castrul unei unități auxiliare ce apăra zona auriferă: numerus Maurorum Hispanensium.
Procedeul cel mai performant de exploatare la Alburnus Maior era săparea unor galerii (cuniculi), care coborau ușor în adâncime, urmărind direcțiile filoanelor aurifere. Galeriile de formă trapezoidală care erau destul de strâmte și joase (0,60 – 0,70 m lățime și 1 m înălțime) erau uneori prevăzute cu trepte de coborâre și urcare, săpate în rocă. Această metodă permitea atingerea filoanelor de adâncime, galeriile putând ajunge și până la 300 m sub pământ.
S-a estimat că, în epoca romană, în fiecare an de la Alburnus Maior se extrăgeau peste 500 kg de aur. De la deschiderea minei de către romani (după anul 107), până în anul 271, când au părăsit-o, aceștia au extras circa 110 tone de aur și o cantitate necunoscută de argint care au fost expediate la Roma pe calea apei, pe râul Mureș, Dunăre, Marea Neagră și Marea Mediterană.
La Alburnus Maior se suprapun vestigiile ce aparțin unuia dintre cele mai importante sisteme de galerii miniere din lumea romană – extins în perioadele medievală și modernă – și vestigiile sistemelor hidrotehnice ale orașului minier tradițional. Din sistemul de exploatare roman de la Alburnus Maior s-au păstrat mai mult de 7 km de galerii, la care se adaugă peste 80 km de galerii medievale și de epocă modernă.